# Ronald Pope
Ronald Pope (Westbury-on-Severn, 16 agosto 1920 – 1997) è stato un artista e scultore inglese.
Dopo gli studi si trasferì nel Derbyshire per lavorare come ingegnere, iniziando presso lo stabilimento Rolls-Royce di Derby (il più grande datore di lavoro a quel tempo in città). Lavorò lì per tutta la durata della seconda guerra mondiale in un reparto dove venivano costruiti i motori per i velivoli Spitfire. Pope acquisì esperienza in tecniche quali la saldatura e la brasatura che poi avrebbe sfruttato in seguito nella sua carriera artistica. Dopo la fine della guerra si recò a Londra per studiare scultura alla Slade School of Fine Art con il professor McWilliam. In seguito Pope avrebbe continuato a studiare ceramica al Woolwich Polytechnic con il ceramista Matthews Heber.

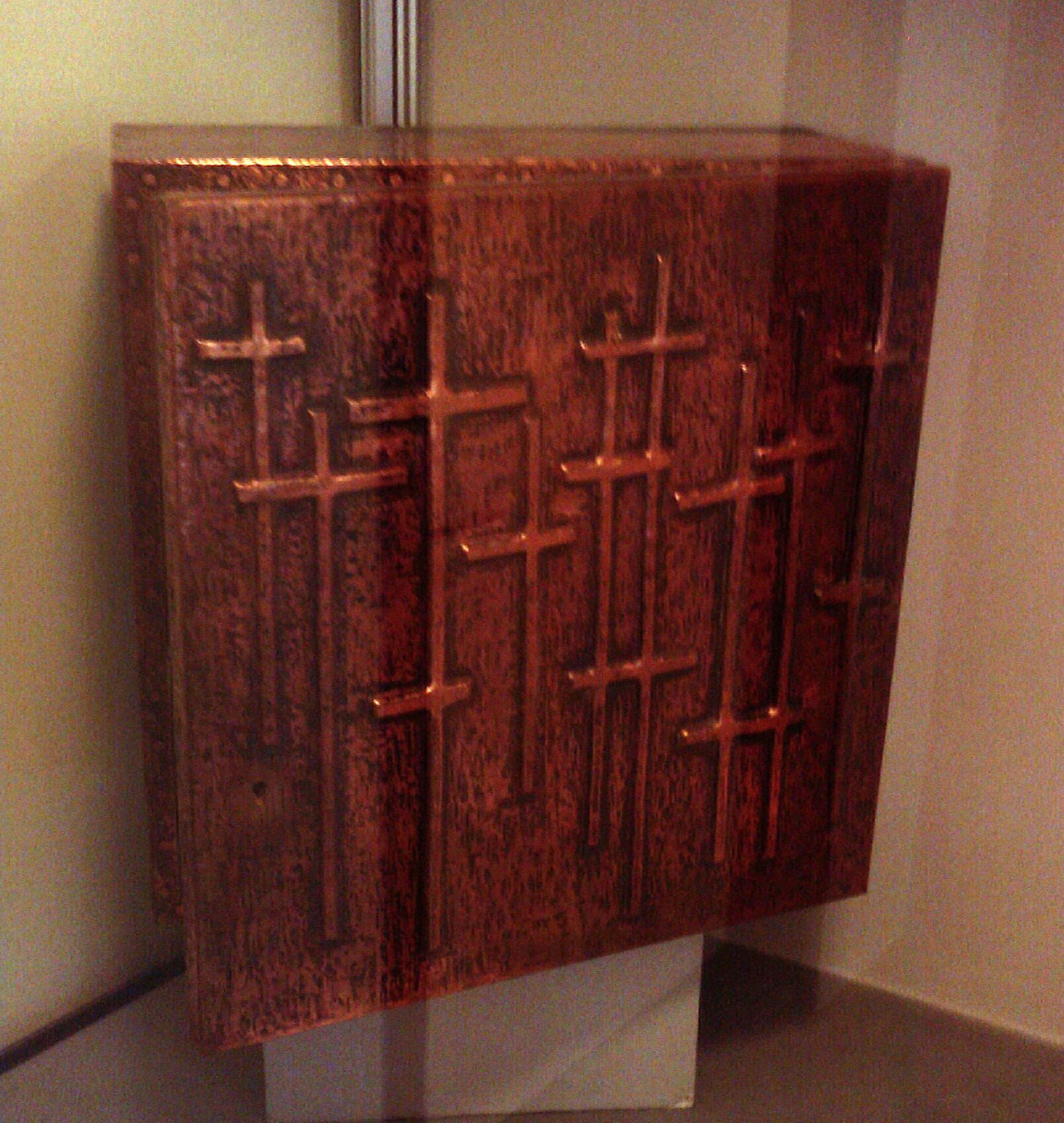

Pope visse e lavorò come artista di Melbourne, Derbyshire, luogo da cui trasse la maggior parte delle sue ispirazioni.

## Poetica
Pope ha utilizzato vari materiali per le sue opere: legno, pietra e metallo. Alcune delle sue opere in metallo (e alcune in legno, anche) sembrano severe, ma questo è dovuto alla loro forma astratta. Oltre alle sculture Pope si esercitò anche in dipinti e disegni. Come artista ricevette commissioni da chiese e da enti locali quali quello di Hertford, per cui ha creato Five bishops, scultura in quello che adesso è detto Castle Hall e che celebra il tredicesimo centenario del primo sinodo a Hertford. Altri luoghi che espongono le sue opere sono l'Università di Derby, la Cattedrale di Derby, alcune scuole quali Derby Moor School, Derby School for the Deaf, Curzon Primary e Normanton Junior a Derby, Abingdon High School a Wigston. A ciò si aggiungono le commissioni dei privati. 
Nel 2008 il Derby Museum and Art Gallery organizzò una mostra dal titolo "Ronald Pope – Sculpture from the Museums' Collection".